# Enttäuschung

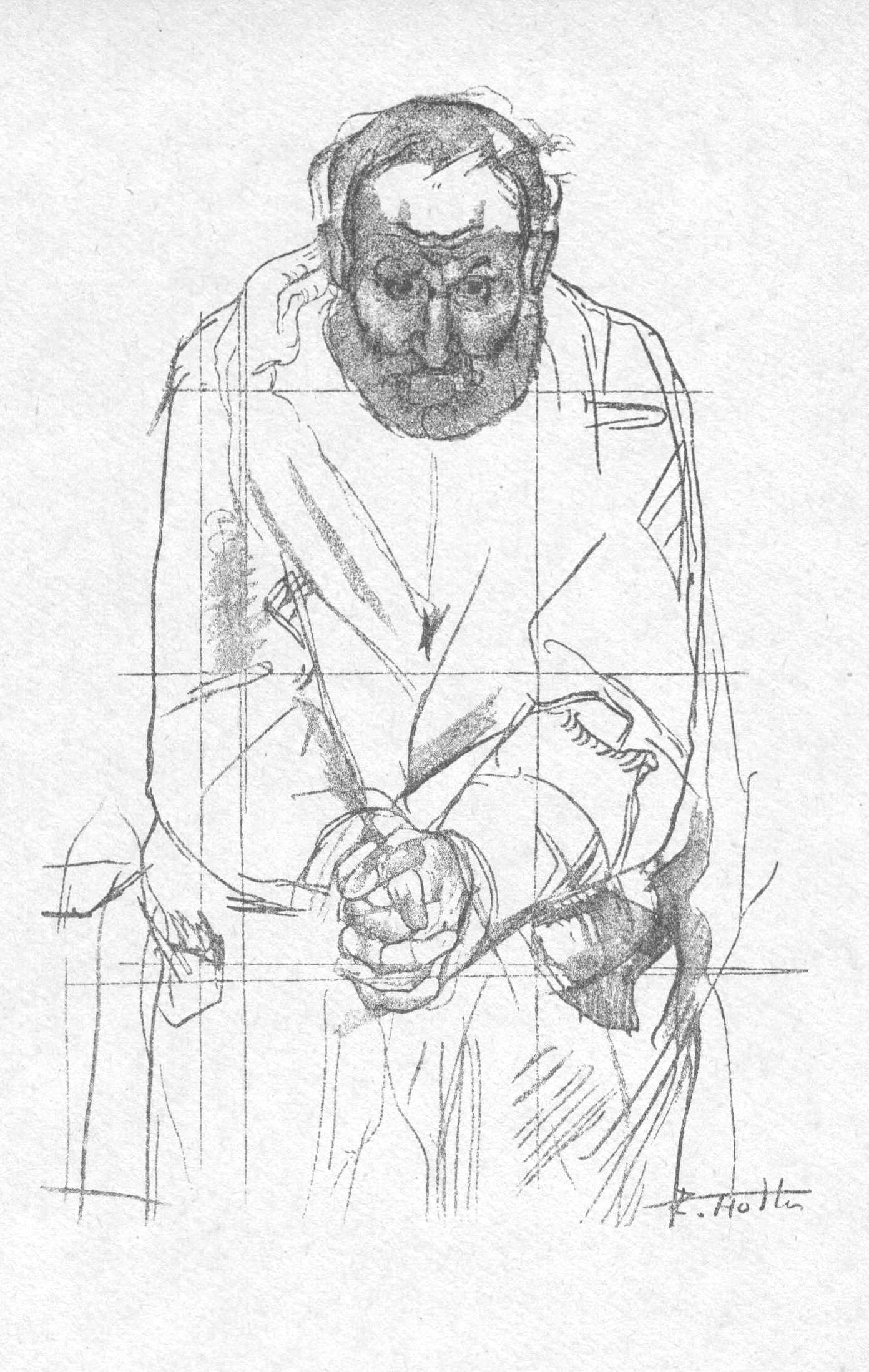
Ferdinand Hodlers Studie zu den „Enttäuschten“ (1891)

Eine Enttäuschung bezeichnet das Gefühl, einem sei eine Hoffnung zerstört oder auch unerwartet ein Kummer bereitet worden.
Das zugrundeliegende Verb enttäuschen wurde im 19. Jahrhundert als erfolgreiches Ersatzwort für die aus der französischen Sprache entlehnten Fremdwörter „detrompieren“ (détromper) und „desabusieren“ (désabuser) gebildet.
Es hatte zunächst die positive Bedeutung „aus einer Täuschung herausreißen“, „eines Besseren belehren“, eine Desillusion. 
Der negativen Bedeutung von „täuschen“ folgend, entwickelte sich der negative Sinngehalt als „einer Erwartung nicht entsprechen“.